# Felicia Mercado
Felicia Mercado Agud Santoscoy (Tijuana, 17 de dezembro de 1959) é uma atriz mexicana.

## Biografia
Filha de Ofélia Agud e José Luis Mercado. Sua primeira aparição no mundo do entretenimento foi quando fez o Miss México em 1977, ficando em primeiro lugar. A partir dai ela decidiu seguir a carreira de atriz, e atuou em algumas novelas como El hogar que yo robé.
Porém ela alcançou reconhecimento em 1987, quando substituiu Edith González na novela Rosa salvaje, fazendo o papel da grande vilã Leonela Villarreal. Depois deste personagem ela foi convidada para interpretar outras vilãs. Esteve nas novelas Lo blanco y lo negro, Entre la vida y la muerte, Más allá del puente, Lazos de amor, Cañaveral de pasiones, Confidente de secundaria e Te sigo amando.
Em 2009 após vários anos afastada da tv, fez uma participação na novela Sortilégio. Em 2010, participou da novela Teresa, interpretando a antagonista Genoveva Alba de Icaza, atuando ao lado de Sebastián Rulli, Angelique Boyer, Margarita Magaña, Aarón Díaz, Ana Brenda Contreras e Manuel Landeta.
Em 2011 debuta na Telemundo na novela La casa de al lado. Logo após participou da novela El rostro de la venganza e em 2013, participou da novela Dama y obrero interpretando a personagem Estela.

## Vida Pessoal
Felicia é casada desde 1997 com Eugênio Santoscoy, juntos tem uma filha Ivana Francesca.

## Carreira

### Telenovelas
- Gloria Trevi: Ellas soy yo (2023) ... Gloria Ruiz Arredondo de Treviño (adulta)
- Cabo (2022-2023) ... Jimena Manrique de Escalante
- Dama y obrero (2013) ... Estela Mendoza de Santamaría
- El rostro de la venganza (2012-2013) ... Valeria de Samaniego
- La casa de al lado (2011-2012) ... Eva Spencer vda. de Conde
- Teresa (2010-2011) ... Genoveva Alba De Icaza
- Sortilegio (2009) ... Adriana Villavicencio de Lombardo
- Entre el amor y el odio (2002) ... Lucila Montes
- Amigas y rivales (2001) ... Sonia Villalobos Vda de Torreblanca/de De la O
- Por un beso (2000-2001) ... Eugenia Mendizábal de Ballesteros
- Preciosa (1998) ... Enriqueta de San Román
- Te sigo amando (1996-1997)... Doctora Carmen
- Confidente de secundaria (1996) ... Casandra
- Cañaveral de pasiones (1996) ... Margarita Faberman de Santos
- Lazos de amor (1995-1996) ... Nancy Balboa
- Más allá del puente (1993-1994) ... Sara
- Entre la vida y la muerte (1993) ... Cristina
- Lo blanco y lo negro (1989) ... Deborah
- Rosa salvaje (1987-1988) ... Leonela Villarreal
- El precio de la fama (1986-1987) .... Doris
- Vivir un poco (1985) ... Magdalena Dávalos
- Si, mi amor (1984) ... Lady Simpson
- El hogar que yo robé (1981) ... Odalisca

### Cinema
- Tres de presidio (1980)
- El sátiro (1981)
- Ok Mister Pancho (1981)
- Viva el chubasco (1983)
- El rey de oros (1984) ... María
- Narco terror (1985)
- La chica de la piscina (1987) ... Marcela
- Se vende esposa en buenísimo estado (1988)
- Con el odio en la piel (1988)
- Cacería implacable (1988)
- Cacería de recompensas (1989) ... María Niebla
- La ley de las calles (1989)
- Un macho en reformatorio de señoritas (1989)
- Guerra de bikinis (1990)
- Investigador privado... muy privado (1990)
- Zapatero a tus zapatos (1990)
- La soplona (1990)
- Pleito de perdedores (1990)
- Noche de pánico (1990)
- Las dos caras de la muerte (1990)
- La pisca de la muerte (1990)
- Traficantes del vicio (1990)
- La caida de Noriega (1990)
- Prisión sin ley (1990)
- Los cuates del pirruris (1991) ... Silvana
- El ninja mexicano (1991)
- The Last Riders (1991) .... Mitsy
- Las caguamas ninjas (1991) .... Martita
- Esa mujer me vuelve loco (1991) .... Sandra
- La huella (1991) .... Marlene Torre
- Maten al inocente (1991) .... Elena Gazcón
- Muerte por partida doble (1991) .... Amelia
- Secreto sangriento (1991) .... Ángelica
- El lambiscon verde (1991)
- Trampa mortal (1992) .... Sandra Lee
- Sueños sangrientos (1992)
- Chicas en peligro (1993)
- Dónde quedó la bolita (1993)
- La voz de los caracoles (1993)
- Infancia violenta (1993)
- Muerte en altamar (1994)
- Escuadrón de honor (1995)
- Instinto asesino II (1995)
- Las calenturas de Juan Camaney III (1996)
- Metiche y encajoso IV (1997)
- AR-15 Comando Implacable II (1997) .... Sagrario
- Cristal: Ambición mortal (1997)
- Pesadilla infernal (1997)
- Del norte a la gran ciudad (1998)

## Prêmios e Indicações
| Ano  | Premiação         | Categoria      | Programa/Telenovela      | Resultado |
| ---- | ----------------- | -------------- | ------------------------ | --------- |
| 2014 | Premios Tu Mundo  | Primeira Atriz | Dama y obrero            | Nomeada   |
| 2014 | Miami Life Awards | Primeira Atriz | Dama y obrero            | Nomeada   |
| 2013 | Miami Life Awards | Primeira Atriz | El rostro de la venganza | Nomeada   |